# Togashi Yoshihiro
Togashi Yoshihiro (冨樫 義博 (Phú Hắc Nghĩa Bác) Togashi Yoshihiro, sinh ngày 27 tháng 4 năm 1966 tại Shinjō, Yamagata, Nhật Bản) là người sáng tác truyện tranh người Nhật. Ông đã bắt đầu vẽ truyện tranh từ khi còn rất trẻ. Sau khi ông vào đại học, nhà xuất bản Shueisha đã phát hiện ra tài năng của ông. Togashi là tác giả của nhiều bộ truyện tranh đình đám ở Nhật, tiêu biểu như Hành Trình U Linh Giới, Level E và Hunter x Hunter được công bố trên tạp chí Weekly Shōnen Jump. Togashi đã kết hôn với của Takeuchi Naoko, tác giả của Sailor Moon. 
Tại Việt Nam, 2 bộ truyện Hành trình U Linh Giới và Hunter X Hunter đã được Nhà xuất bản Kim Đồng ấn hành vào lần lượt vào năm 2016 và 2017.

## Tiểu sử
Sinh ra tại thành phố Shinjou, tỉnh Yamagata, khi còn là 1 đứa trẻ, ông rất thích thể thao, đặc biệt là bóng chày, nhưng niềm đam mê lớn nhất của ông vẫn là vẽ manga. Togashi đã bắt đầu vẽ manga khá thường xuyên khi ông học năm thứ nhất, thứ hai tiểu học. Tại trường cấp 3, Togashi đã tham gia câu lạc bộ mỹ thuật; sau đó ông đã thi đậu vào trường đại học Yamagata khoa sư phạm với dự định sẽ trở thành giáo viên. Trong khi còn học đại học, ông đã gửi nhiều bộ truyện của mình đến tạp chí truyện tranh Weekly Shounen Jump, được xuất bản bởi Shueisha. Vào năm 1986, khi ông 20 tuổi, tác phẩm Buttobi Straight của ông đã nhận được giải thưởng danh giá nhất dành cho những mangaka mới ra mắt ở Nhật Bản, giải Osamu Tezuka. Một tác phẩm khác của ông, Jura no Mizuki, cũng đã được đề cử danh dự ở tờ tạp chí hằng năm đầu tiên của Shueisha, Hot Step Award Selection, xuất bản năm 1988.
Quyết định từ bỏ mục tiêu trở thành giáo viên của ông đến từ một lần thực tập, ông đã rất lo lắng và hoảng sợ khi có nhiều ánh mắt đổ dồn về mình, đến độ ông hoàn toàn không ý thức mình đang nói gì. Trong Yu Yu Hakusho ông phác họa 1 vài hình tượng giáo viên khó chịu, vô lý có lẽ nhờ những trải nghiệm này.
Sau khi nghiêm túc với quyết định trở thành 1 họa sĩ truyện tranh chuyên nghiệp, lúc này ông học năm hai đại học, biên tập viên Weekly Shounen Jump của ông đã liên lạc với ông để đề nghị ông chuyển đến Tokyo.
Tác phẩm ra mắt vào thời gian đầu của ông cho Shueisha bao gồm “Oukami Nante Kowakunai!!. I’m not afraid of the Wolf!!” là tuyển tập những mẩu truyện hài ngắn. Weekly Shounen Jump cũng đã xuất bản tuyển tập này dưới khổ truyện tankoubon (khổ bình thường) vào năm 1989. Khoảng giữa năm 1989 và 1990, Togashi cũng đã sáng tác bốn tập truyện thuộc thể loại tình cảm, ecchi “Ten de Shouwaru Cupid, Wicked Cupid, Thần tình yêu xấu tính của Thiên Đàng”, kể về mối quan hệ giữa một cậu bé bình thường và một cô nàng yêu tinh xinh đẹp nhưng xấu tính.
Năm 1990, Togashi đã làm nên tên tuổi của mình với tác phẩm dài kỳ tiếp theo, Yu Yu Hakusho đã trở thành 1 megahit thời bấy giờ. Dựa trên sở thích về những điều huyền bí và những bộ phim kinh dị, câu chuyện kể về một cậu bé tên là Yusuke Urameshi, sau 1 tai nạn bất ngờ, cậu qua đời nhưng được âm giới quyết định cho trở lại cuộc sống và sau này trở thành “thám tử cõi âm”. Tác phẩm chỉ gồm 175 chương và 19 tập truyện (khổ tankoubon) từ năm 1990 đến 1994, đạt mốc 49 triệu bản in chỉ tính riêng tại Nhật Bản, đem về cho Togashi giải thưởng Shogakukan năm 1994, và được chuyển thể thành anime. Năm 1995, ông sáng tác tiếp Level E, tác phẩm thuộc thể loại khoa học viễn tưởng, gồm 3 tập, được đăng trên Weekly Shounen Jump từ năm 1995 đến 1997. Level E đã được chuyển thể thành anime năm 2011.
Tác phẩm lớn tiếp theo của ông là series Hunter x Hunter bắt đầu năm 1998, thể loại hành động, phiêu lưu, siêu nhiên. Câu chuyện diễn biến theo chân nhân vật chính, cậu bé Gon Freecss quyết định lên đường tham gia cuộc thi tuyển chọn Hunter để tìm cha mình, một thợ săn huyền thoại. Tác phẩm này cũng đã rất thành công về mặt thương mại và cũng như  những đánh giá chuyên môn cao, 20 tập đầu đã đạt 55 triệu bản in tại Nhật vào tháng 8, 2011. Năm 2008, Togashi đồng hạng 5 với Eiichiro Oda (tác giả One Piece) trong một cuộc bình chọn được tổ chức bởi công ty Oricon ở hạng mục những mangaka được yêu thích nhất.
Cả ba tác phẩm Yu Yu Hakusho, Level E và Hunter x Hunter đều nằm trong top những tác phẩm huyền thoại của Shounen Jump và Yu Yu Hakusho lẫn HunterxHunter đều là hai tác phẩm đứng thứ 13 và 10 trong 20 tác phẩm có số lượng bán ra cao nhất mọi thời đại của Shounen Jump. Togashi Yoshihiro được đánh giá là một trong số những mangaka hiếm hoi có những tác phẩm cân bằng được: thành công về mặt thương mai và chất lượng nội dung truyện cao.
Sau khi kết hôn với Naoko Takeuchi, tất cả bản quyền các tác phẩm của ông và vợ đều thuộc công ty của hai người là POT (Yoshihiro Togashi) và PNP- do Naoko Takeuchi thành lập.
Khi Togashi gặp gỡ vợ mình, Naoko Takeuchi, tác giả của huyền thoại Sailor Moon (Thủy thủ Mặt Trăng) qua lời giới thiệu của Megumi Ogata, seiyuu (diễn viên lồng tiếng) của Kurama (Yu Yu Hakusho) và cả Haruka Tenoh – Thủy thủ sao Thiên Vương (Sailor Moon) khi Naoko-ss rời Kodansha đến Shueisha..Cả hai cũng đã được giới thiệu tại buổi tiệc được tổ chức bởi Kazushi Hagiwara (1 mangaka của Jump, tác giả “Bastard!!”, phong cách của ông được ảnh hưởng mạnh bởi Togashi) tháng 8, 1997. 1 năm sau đó, hai người đã làm quen nhau trong quá trình Takeuchi được ấn định làm trợ lý cho Togashi trong một thời gian ngắn để vẽ phông nền cho HunterxHunter, Togashi cũng đã góp ý thảo luận cho bộ truyện Sailor Moon rất nhiều. Hai người kết hôn vào ngày 6 tháng 1 năm 1999. Buổi lễ có sự tham dự của rất nhiều đồng nghiệp và cả dàn seiyuu của Sailor Moon và Yu Yu Hakusho. Đây là sự kiện đình đám trong ngành truyện tranh Nhật Bản, được gọi là “sự kết hợp của cặp đôi bạc tỷ”. Takeuchi cũng đã sáng tác 1 series “Baby Punch!” kể về cuộc sống sau khi kết hôn của hai người với hình vẽ chibi nàng thỏ là Naoko Takeuchi và chú cún là Togashi Yoshihiro. Hai người có 2 đứa con, 1 trai 1 gái, và cùng nhau hợp tác, viết cốt truyện bởi Takeuchi và Togashi vẽ minh họa 1 cuốn sách thiếu nhi tựa đề “Oobo-Nu-Tochiibo-Nu”

## tác phẩm
manga
- Sensēha Toshishita!! (1986, later featured in Ten de Shōwaru Cupid Volume 4)[29]
- Jura no Miduki (1987, featured in Hop Step Award Selection Volume 1)[6]
- Ōkami Nante Kowakunai!! (1989, tankōbon published by Shueisha)
  - Buttobi Straight (1987)
  - Tonda Birthday Present (1987, published in Weekly Shōnen Jump)
  - Occult Tanteidan (1988–1989, two parts published in Weekly Shōnen Jump)
  - Horror Angel (1988, published in Weekly Shōnen Jump)
  - Ōkami Nante Kowakunai!! (1989, published in Weekly Shōnen Jump)
- Ten de Shōwaru Cupid (1989–1990, serialized in Weekly Shōnen Jump)
- YuYu Hakusho (1990–1994, serialized in Weekly Shōnen Jump)
- Level E (1995–1997, serialized in Weekly Shōnen Jump)
- Hunter × Hunter (1998–ongoing, serialized in Weekly Shōnen Jump)

những cái khác
- Sensēha Toshishita!! (1986, later featured in Ten de Shōwaru Cupid Volume 4)[29]
- Jura no Miduki (1987, featured in Hop Step Award Selection Volume 1)[6]
- Ōkami Nante Kowakunai!! (1989, tankōbon published by Shueisha)
  - Buttobi Straight (1987)
  - Tonda Birthday Present (1987, published in Weekly Shōnen Jump)
  - Occult Tanteidan (1988–1989, two parts published in Weekly Shōnen Jump)
  - Horror Angel (1988, published in Weekly Shōnen Jump)
  - Ōkami Nante Kowakunai!! (1989, published in Weekly Shōnen Jump)
- Ten de Shōwaru Cupid (1989–1990, serialized in Weekly Shōnen Jump)
- YuYu Hakusho (1990–1994, serialized in Weekly Shōnen Jump)
- Level E (1995–1997, serialized in Weekly Shōnen Jump)
- Hunter × Hunter (1998–ongoing, serialized in Weekly Shōnen Jump)